# Andreas Münzner
Andreas Münzner (* 26. September 1967 in Mount Kisco, New York, USA) ist ein Schweizer Schriftsteller und Übersetzer.

## Leben
Münzner wuchs bei Zürich auf, studierte Elektrotechnik an der ETH Zürich und Übersetzung an der ETI der Universität Genf. Er lebt als Autor und Übersetzer in Hamburg.

## Werke
- Die Höhe der Alpen, Roman, Rowohlt, Reinbek 2002
- Die Ordnung des Schnees, Lyrik, Zu Klampen Verlag, Springe 2005, ISBN 978-3-933156-83-9
- Geographien, Erzählungen, Liebeskind, München 2005
- Stehle, Roman, Liebeskind, München 2008
- Meine Sekretärin, Zwei Erzählungen, Literatur Quickie, Hamburg 2010
- Anzeichen einer Umkehr, Lyrik, LYRIKPAPYRI, Edition Voss, Horlemann Verlag, Berlin 2012, ISBN 978-3-89502-342-2

## Übersetzungen
- Noëlle Revaz: Von wegen den Tieren, Roman, Urs Engeler Editor, Basel/Weil am Rhein und Wien 2004
- Hamid Skif: Exile der Frühe/Briefe eines Abwesenden, Lyrik und Prosa, Manutius Verlag, Heidelberg 2005
- Hamid Skif: Geografie der Angst, Roman, Edition Nautilus, Hamburg 2007
- Alain Mabanckou: Black Bazar, Roman, Liebeskind, München 2010
- Christopher Mlalazi: Wegrennen mit Mutter, Roman, Horlemann Verlag, Berlin 2013

## Auszeichnungen
- 2000: Hamburger Förderpreis für Literatur
- 2001: Hermann-Ganz-Preis des Schweizerischen Schriftsteller- und Schriftstellerinnenverbands
- 2002: Literaturpreis der Jürgen Ponto-Stiftung
- 2003: Irmgard-Heilmann-Preis
- 2003: Einzelwerkpreis der Schweizerischen Schillerstiftung
- 2005: Förderpreis zum Ernst-Meister-Preis für Lyrik
- 2006: Förderpreis für literarische Übersetzungen der Stadt Hamburg
- 2010: Hamburger Förderpreis für Literatur